# Homer John Scoggan
Homer John Scoggan (9 mars 1911 - 28 juin 1985) est un professeur, botaniste et mycologue canadien. Il a travaillé au département de sciences végétales du collège Macdonald à partir de 1946. Bien que botaniste, il a surtout insisté sur l'aspect mycologique des pathologies végétales.

## Honneur
Un sentier du parc national du Bic, « Le Scoggan », a été nommé en son honneur, du fait qu'il a publié un livre sur la flore locale, « The Flora of Bic and the Gaspé Peninsula », et qu'il y avait son chalet où il passait ses étés.